# Mymoorapelta maysi
Mymoorapelta maysi és una espècie de dinosaure ancilosaure que va viure al Juràssic superior (Kimmeridgià-Titonià). Les seves restes fòssils es van trobar a la formació de Morrison, a l'oest de Colorado, EUA. Aquest tàxon es coneix a partir de porcions desarticulades del crani, parts de tres esquelets diferents i altres restes post-cranials. Està present a les zones estratigràfiques 4 i 5 de la formació de Morrison.